# Keiichi Tsuchiya
Keiichi Tsuchiya (jap. 土屋圭市 Tsuchiya Keiichi; ur. 30 stycznia 1956 w Tōmi) – japoński kierowca wyścigowy.

## Kariera
Tsuchiya rozpoczął karierę w międzynarodowych wyścigach samochodowych w 1988 roku od startów w Asia-Pacific Touring Car Championship, gdzie jednak nie zdobywał punktów. W późniejszych latach Japończyk pojawiał się także w stawce D1 Grand Prix, All-Japan Touring Car Championship, Japońskiej Formuły 3, Japanese Touring Car Championship, Formuły Mirage, Grand Prix Makau, All Japan GT Championship, 24-godzinnego wyścigu Le Mans, FIA GT Championship, Japan GT Festival in Malaysia oraz Malaysia Merdeka Endurance Race.

## Wyniki w 24h Le Mans
| Rok  | Zespół                                | Partnerzy                   | Samochód               | Klasa  | Okr. | Poz. | Klasa Pos. |
| ---- | ------------------------------------- | --------------------------- | ---------------------- | ------ | ---- | ---- | ---------- |
| 1998 | Toyota Motorsports Toyota Team Europe | Ukyō Katayama Toshio Suzuki | Toyota GT-One          | GT1    | 326  | 9    | 8          |
| 1999 | Toyota Motorsports Toyota Team Europe | Ukyō Katayama Toshio Suzuki | Toyota GT-One          | LMGTP  | 326  | 2    | 1          |
| 2000 | TV Asahi Team Dragon                  | Ukyō Katayama Toshio Suzuki | Panoz LMP-1 Roadster-S | LMP900 | 340  | 6    | 6          |